# Liste der Biografien/Sic
Liste der Biografien |
Portal Biografien |
Personensuche
# |
A |
B |
C |
D |
E |
F |
G |
H |
I |
J |
K |
L |
M |
N |
O |
P |
Q |
R |
S |
T |
U |
V |
W |
X |
Y |
Z |
?
 
Sa |
Sb |
Sc |
Sd |
Se |
Sf |
Sg |
Sh |
Si |
Sj |
Sk |
Sl |
Sm |
Sn |
So |
Sp |
Sq |
Sr |
Ss |
St |
Su |
Sv |
Sw |
Sy |
Sz
 
Sia |
Sib |
Sic |
Sid |
Sie |
Sif |
Sig |
Sih |
Sii |
Sij |
Sik |
Sil |
Sim |
Sin |
Sio |
Sip |
Siq |
Sir |
Sis |
Sit |
Siu |
Siv |
Siw |
Six |
Siy |
Siz
Die Liste der Biografien führt alle Personen auf, die in der deutschsprachigen Wikipedia einen Artikel haben. Dieses ist eine Teilliste mit 201 Einträgen von Personen, deren Namen mit den Buchstaben „Sic“ beginnt.

## Sic

### Sica
- Sica Bergara, Luis, uruguayischer Botschafter und Diplomat
- Sičák, Vladimír (* 1980), tschechischer Eishockeyspieler
- Sičaková, Petra (* 2003), tschechische Speerwerferin
- Sicard von Sicardsburg, August (1813–1868), österreichischer ArchitektAugust Sicard von Sicardsburg (1813–1868)

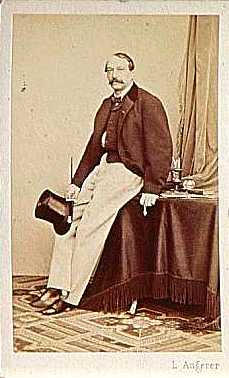
August Sicard von Sicardsburg (1813–1868)

- Sicard, André (1915–1973), französischer Langstreckenläufer
- Sicard, François (1862–1934), französischer Bildhauer
- Sicard, James Lawrence, US-amerikanischer Schauspieler und Filmschaffender
- Sicard, Jef (1944–2021), französischer Jazzmusiker (Saxophon, Klarinette, Flöte, Komposition)
- Sicard, Michel (* 1950), französischer bildender Künstler und Fotograf
- Sicard, Roch-Ambroise Cucurron (1742–1822), französischer Geistlicher und Taubstummen-Lehrer
- Sicard, Romain (* 1988), französischer Radrennfahrer
- Sicari, Vincenza (* 1979), italienische Langstreckenläuferin
- Sicarius von Brantôme, Opfer des Bethlehemitischen Kindermords

### Sicc
- Sicca, Mario (1930–2023), italienischer Gitarrist und Hochschullehrer für klassische Gitarre
- Siccama, Willem Hora (1763–1844), Bürgermeister von Groningen
- Siccardi, Antonio (* 1944), italienischer Immunologe und Virologe
- Siccardi, Cristina (* 1966), italienische Autorin
- Siccardi, Honorio (1897–1963), argentinischer Komponist
- Siccius, Titus, Politiker der römischen Republik, Konsul 487 v. Chr.

### Sicg
- Sicga († 793), Ealdorman in Northumbria

### Sich
- Sich, Georg (1910–1997), deutscher Turner
- Sichala, Kumeshi (* 1995), äthiopische Marathonläuferin
- Sichalwe, Lawrence John (* 1961), sambischer Politiker
- Sichard, Johannes (1499–1552), deutscher Jurist und Humanist
- Sichardt, Martina (* 1956), deutsche Musikwissenschaftlerin
- Sichart von Sichartshoff, Louis (1797–1882), hannoverscher Generalleutnant und Schriftsteller
- Sichart von Sichartshoff, Sophie (1832–1902), deutsche Schriftstellerin
- Sichart, Carl Johann von (1838–1895), sächsischer Generalmajor
- Sichart, Hans von (1865–1948), deutscher Jurist
- Sichart, Lorenz (1694–1771), deutscher Komponist und Organist
- Sicharter, Barbara (1829–1905), österreichische Ordensgründerin
- Sicharulidse, Anton Tarieljewitsch (* 1976), russischer Eiskunstläufer
- Sicharulidse, Dawit (* 1968), georgischer Politiker
- Sichau, Frank (* 1947), deutscher Politiker (SPD), MdL
- Sichel, Ferdinand (1859–1930), deutscher Unternehmer und Erfinder u. a. des Tapezierleims
- Sichel, Frédéric Jules (1802–1868), französischer Mediziner und Entomologe
- Sichel, Frieda H. (1889–1976), deutsch-südafrikanische Sozialökonomin und Sozialarbeiterin
- Sichel, Kim (* 1955), US-amerikanische Kunsthistorikerin
- Sichel, Nathaniel (1843–1907), deutscher Maler und Buchillustrator
- Sichel, Peter (1922–2025), deutsch-amerikanischer Weinhändler und US-Geheimagent
- Sichel, Sebastián (* 1977), chilenischer Politiker
- Sichelbarth, Ignaz (1708–1780), deutscher Missionar
- Sichelbarth, Theodor, Grenzzoll- und Ungeldbereiter des Egerer Quartieres, Stadtschreiber und Stadtrichter, Schulmeister und Kantor, sowie Gelehrter, Dichter und Poetiker
- Sichelbein, Caspar der Ältere († 1605), deutscher Maler
- Sichelbein, Johann Conrad († 1669), deutscher Maler
- Sichelbein, Johann Friedrich (1648–1719), deutscher Maler des Barock
- Sichelbein, Joseph Thaddäus (* 1677), deutscher Maler
- Sichelbein, Judas Thaddäus (1684–1758), deutscher Maler
- Sichelbein, Tobias (1607–1651), deutscher Maler
- Sichelschmid, Kolumban († 1580), Dienstmann des Klosters Imbach
- Sichelschmidt, Eva (* 1970), deutsche Schriftstellerin
- Sichelschmidt, Gustav (1913–1996), deutscher Historiker und Schriftsteller
- Sichelschmidt, Karla (* 1961), deutsche Juristin
- Sicher, Fridolin (1490–1546), Schweizer Organist und Kalligraph
- Sicher, Gustav (1880–1960), Rabbiner, Oberrabbiner in Prag, Übersetzer aus dem Hebräischen ins Tschechische
- Sicher, Harry (1889–1974), österreichisch-US-amerikanischer Zahnarzt und Wissenschaftler
- Sicher, Lydia (1890–1962), österreichisch-amerikanische Psychiaterin
- Sicherer, Hermann von (1839–1901), deutscher Rechtswissenschaftler und Rechtshistoriker
- Sicherer, Philipp (1803–1861), deutscher Arzt, Gründer der Gräßle-Gesellschaft
- Sicheritz, Harald (* 1958), österreichischer Autor und RegisseurHarald Sicheritz (* 1958)

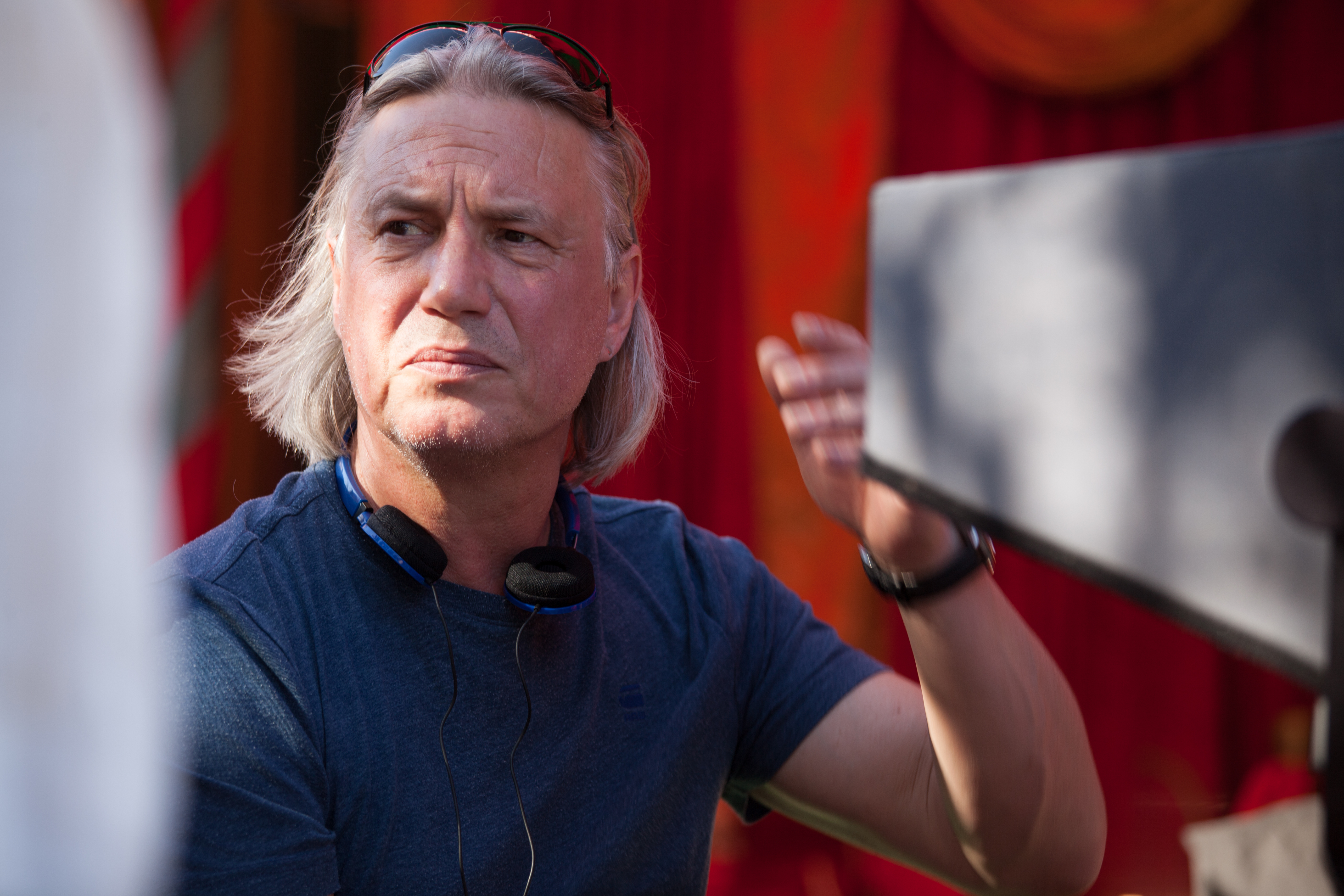
Harald Sicheritz (* 1958)

- Sicherl, Martin (1914–2009), deutscher Altphilologe
- Sichero, Raúl (1916–2014), uruguayischer Architekt
- Sichert, Martin (* 1980), deutscher Politiker (AfD), MdBMartin Sichert (* 1980)

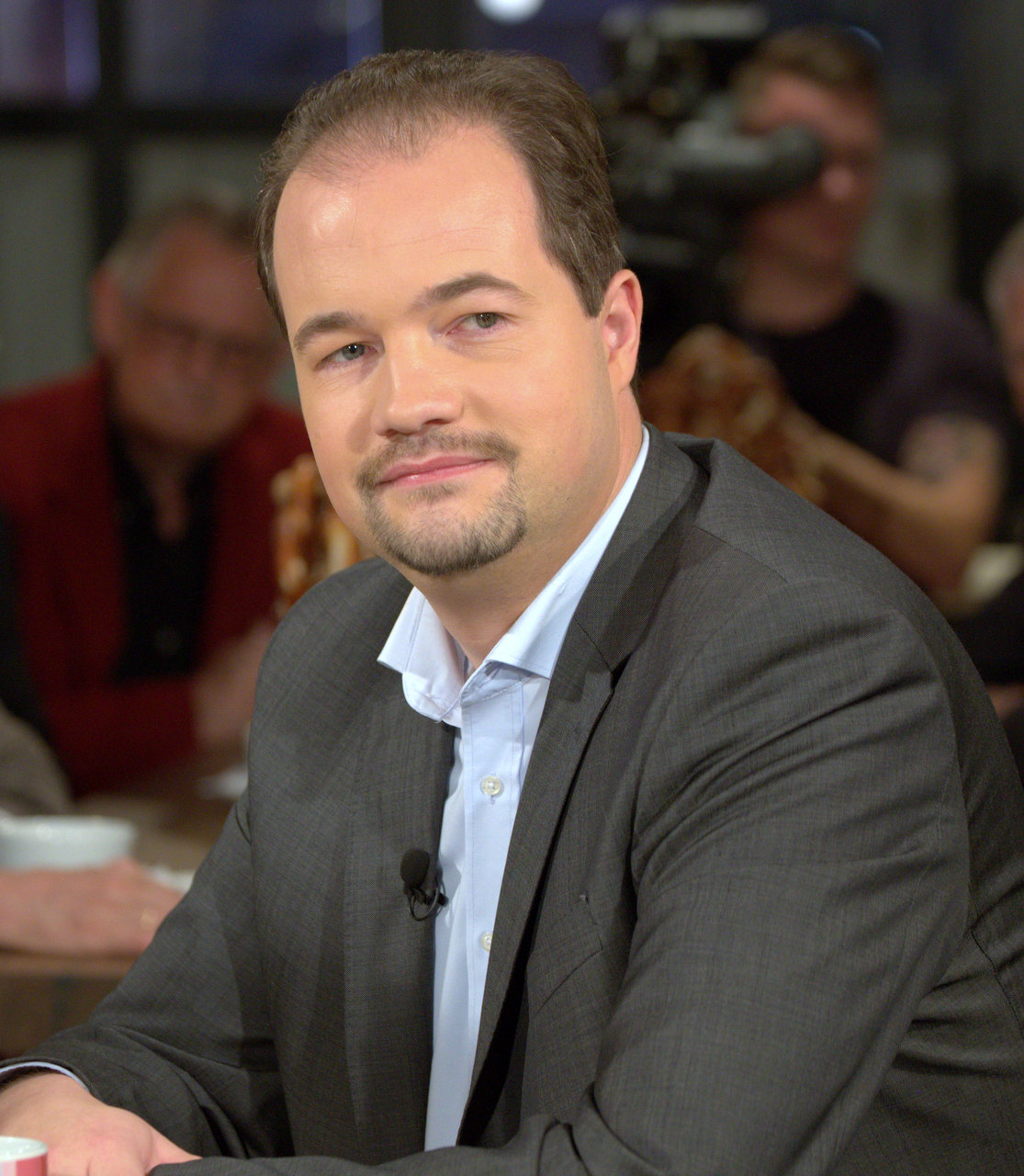
Martin Sichert (* 1980)

- Sichildis († 629), fränkische Königin
- Sichilima, Gaston, sambischer stellvertretender Minister für Energie und Wasserkraftentwicklung
- Sichkin, Boris (1922–2002), russisch-amerikanischer Schauspieler, Tänzer und Choreograph
- Sichkin, Emilian (* 1954), US-amerikanischer Komponist
- Sichler, Franz (1909–1985), deutscher Politiker (SPD)
- Sichler, Philipp (* 1974), deutscher Kameramann
- Sichler, Richard (1876–1952), deutscher Unternehmer und Mäzen
- Sichling, Lazarus Gottlieb (1812–1863), deutscher Kupfer- und Stahlstecher
- Sichmann, Peter (* 1947), deutscher Fußballspieler und -trainer
- Sichone, Moses (* 1977), sambischer Fußballspieler
- Sichowsky, Richard von (1911–1975), deutscher Typograf
- Sichra, Andrei Ossipowitsch (1773–1850), russischer Gitarrist, Komponist und Musikpädagoge
- Sichrovsky, Axel (* 1974), österreichischer Schauspieler und Theaterregisseur
- Sichrovsky, Heinrich Joachim von (1794–1866), österreichischer Eisenbahnpionier, Verwaltungsbeamter und Literat
- Sichrovsky, Heinz (* 1954), österreichischer Kulturjournalist, Moderator
- Sichrovsky, Loris (* 2006), deutscher Schauspieler
- Sichrovsky, Peter (* 1947), österreichischer Journalist, Schriftsteller, Sachbuchautor und Politiker (FPÖ), MdEP
- Sichter, Helmut (1915–1998), deutscher Politiker (SPD), MdA
- Sichterman, Jan Albert (1692–1764), Seemann, Direktor und Kunstsammler
- Sichtermann, Barbara (* 1943), deutsche Publizistin und Schriftstellerin
- Sichtermann, Hellmut (1915–2002), deutscher Klassischer Archäologe
- Sichtermann, Kai (* 1951), deutscher MusikerKai Sichtermann (* 1951)

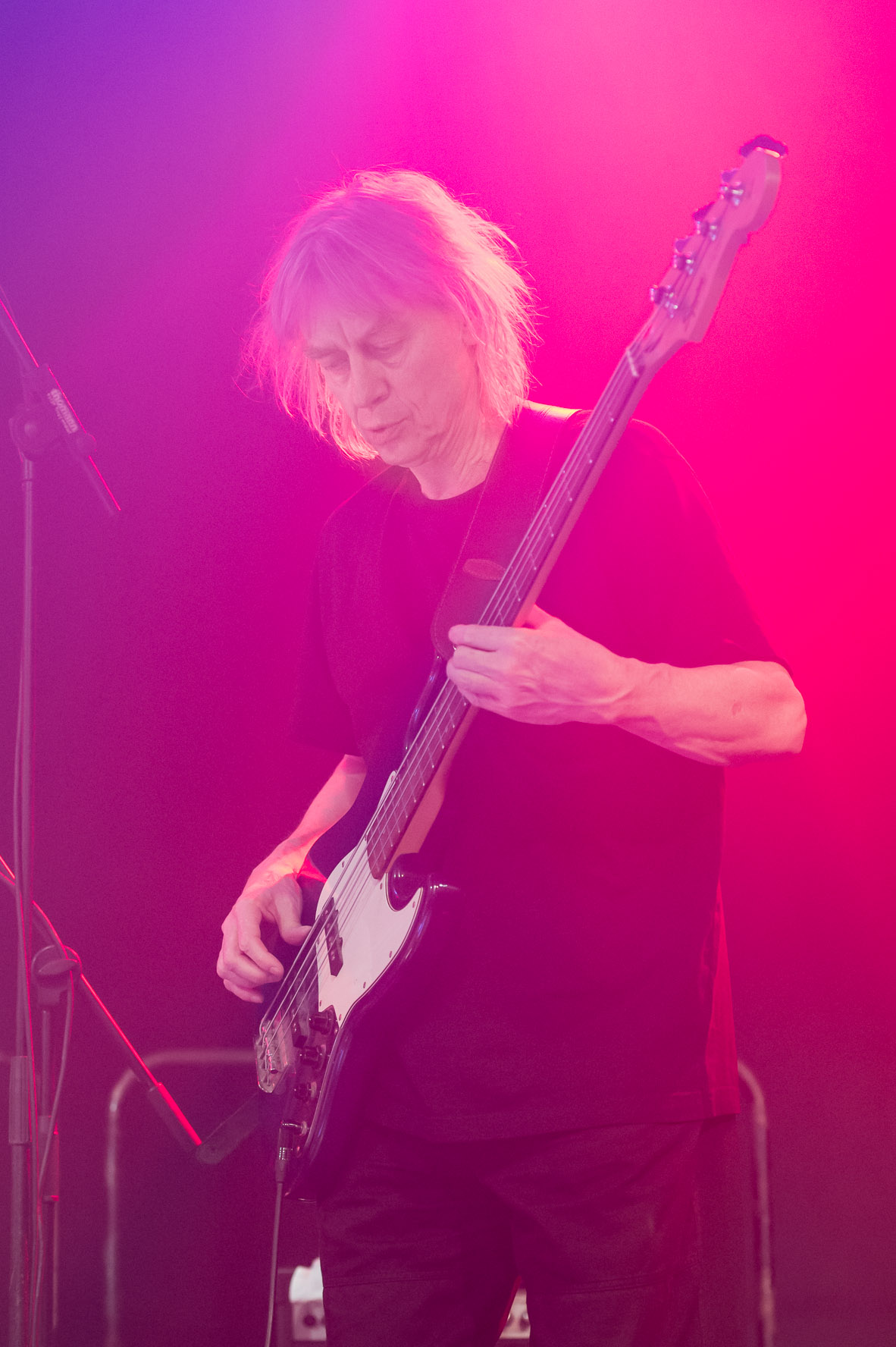
Kai Sichtermann (* 1951)

- Sichting, Erich (1896–1946), deutscher Politiker (KPD), Antifaschist und Sportfunktionär
- Sichulski, Kazimierz (1879–1942), polnischer Maler, Zeichner und Hochschullehrer

### Sici
- Siciarz, Klaudia (* 1998), polnische Hürdenläuferin
- Sicilia, Gina (* 1985), US-amerikanische Blues-, R&B- und Soul-Sängerin, Songwriterin und Musikerin
- Sicilia, Javier (* 1956), mexikanischer Schriftsteller und Journalist
- Sicília, Joan Enric Vives i (* 1949), spanischer römisch-katholischer Geistlicher, emeritierter Bischof von Urgell und Kofürst von Andorra
- Siciliani, Griselda (* 1978), argentinische Schauspielerin
- Siciliano di Rende, Camillo (1847–1897), italienischer Kardinal und Erzbischof von Benevent
- Siciliano, Antonio (* 1936), italienischer Filmeditor
- Siciliano, Dani, US-amerikanische Musikerin und DJ
- Siciliano, Enzo (1934–2006), italienischer Schriftsteller, Journalist und Literaturkritiker
- Siciliano, Mario (1925–1987), italienischer Regisseur und Drehbuchautor
- Sicilianos, Linos-Alexandre (* 1960), griechischer Jurist, Hochschullehrer und Richter am Europäischen Gerichtshof für Menschenrechte
- Sicinski, John (* 1974), kanadischer Eishockeyspieler und -trainer
- Siciolante da Sermoneta, Girolamo (1521–1575), italienischer Maler des Manierismus

### Sick
- Sick, Andrea (* 1963), deutsche Kunstwissenschaftlerin, Medienwissenschaftlerin, Kuratorin
- Sick, Ann (* 1958), US-amerikanische Crosslauf-Sommerbiathletin
- Sick, Bastian (* 1965), deutscher Journalist, Sachbuchautor, Sprachkritiker und EntertainerBastian Sick (* 1965)

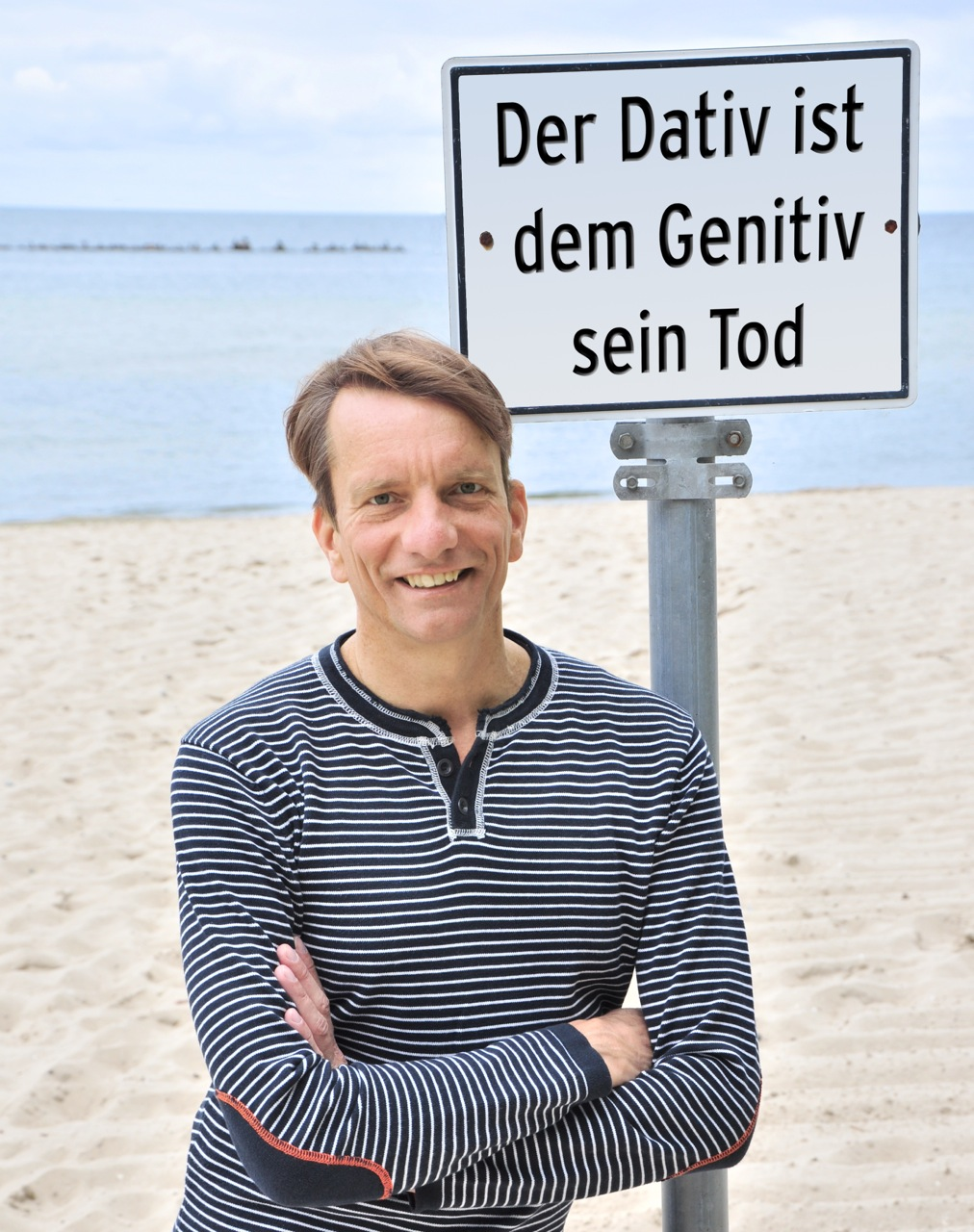
Bastian Sick (* 1965)

- Sick, Carl (1856–1929), deutscher Chirurg
- Sick, Emil (1921–1978), deutscher Leichtathlet
- Sick, Erwin (1909–1988), deutscher Erfinder und Unternehmer
- Sick, Franziska (* 1957), deutsche Romanistin
- Sick, Gary (* 1935), US-amerikanischer Politologe und Hochschullehrer
- Sick, Georg (1861–1937), preußischer Oberst, Ritter des Ordens Pour le Mérite
- Sick, Gernot (* 1978), österreichischer Fußballspieler
- Sick, Gustav Rochus (1803–1855), deutscher Arzt und Parlamentarier
- Sick, Heinrich von (1822–1881), Stadtschultheiß von Stuttgart
- Sick, Helma (* 1941), deutsche Finanzberaterin und Unternehmensgründerin
- Sick, Helmut (1910–1991), deutsch-brasilianischer Ornithologe
- Sick, Ingo (1939–2021), Schweizer experimenteller Kernphysiker
- Sick, Karl Friedrich (1780–1837), württembergischer Ökonomierat und Hofrat
- Sick, Paul von (1820–1859), königlich württembergischer Finanzrat
- Sick, Stefan (* 1981), deutscher, Kameramann, Regisseur und Filmeditor
- Sick, Stefanie (* 1971), deutsche Journalistin und ModeratorinStefanie Sick (* 1971)

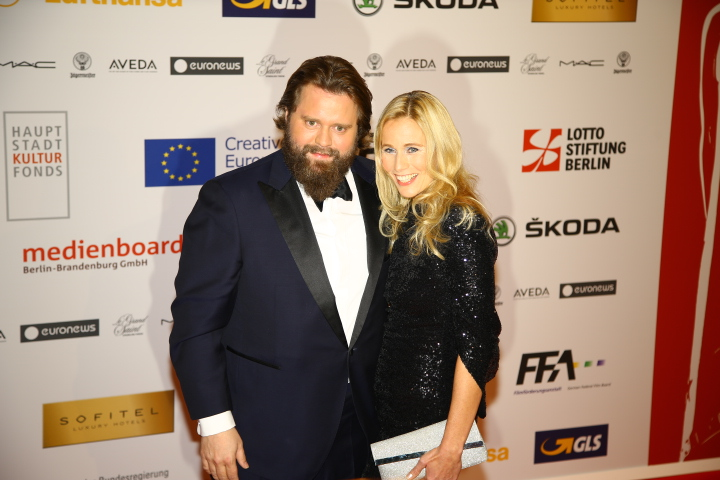
Stefanie Sick (* 1971)

- Sick, Wilhelm (1837–1899), deutscher Apotheker und Politiker
- Sick, Willi-Peter (1919–2006), deutscher Unternehmer und Politiker (DP, CDU), MdB
- Sick, Wolf-Dieter (1925–2013), deutscher Geograph und Professor
- Sick-Glaser, Renate (* 1948), deutsche Unternehmerin
- Sicka, Leopoldine (1923–1944), österreichische Monteurin und Widerstandskämpferin gegen den Nationalsozialismus
- Sickel, Christian (1958–2022), deutscher Autor und Berater
- Sickel, Johann Conrad (1769–1837), sächsischer Jurist und Bürgermeister von Leipzig
- Sickel, Konrad (1802–1881), deutscher Jurist und Politiker, Abgeordneter des Sächsischen Landtags
- Sickel, Theodor von (1826–1908), deutsch-österreichischer Historiker
- Sickel, Winfried (* 1954), deutscher Mathematiker und Hochschullehrer
- Sicken, Bernhard (* 1939), deutscher Historiker mit landes- und militärhistorischem Schwerpunkt
- Sickenberger, Hermann (1851–1923), bayerischer Priester und Politiker (Zentrumspartei)
- Sickenberger, Hinrich (* 1955), deutscher Künstler
- Sickenberger, Joseph (1872–1945), deutscher Theologe
- Sickenberger, Leonhard (1752–1826), deutscher Landwirt und Abgeordneter
- Sickenberger, Otto (1867–1945), deutscher römisch-katholischer Priester und Theologe, Pädagoge sowie Sozialphilosoph und Hochschullehrer
- Sicker, Arne (* 1997), deutscher FußballspielerArne Sicker (* 1997)

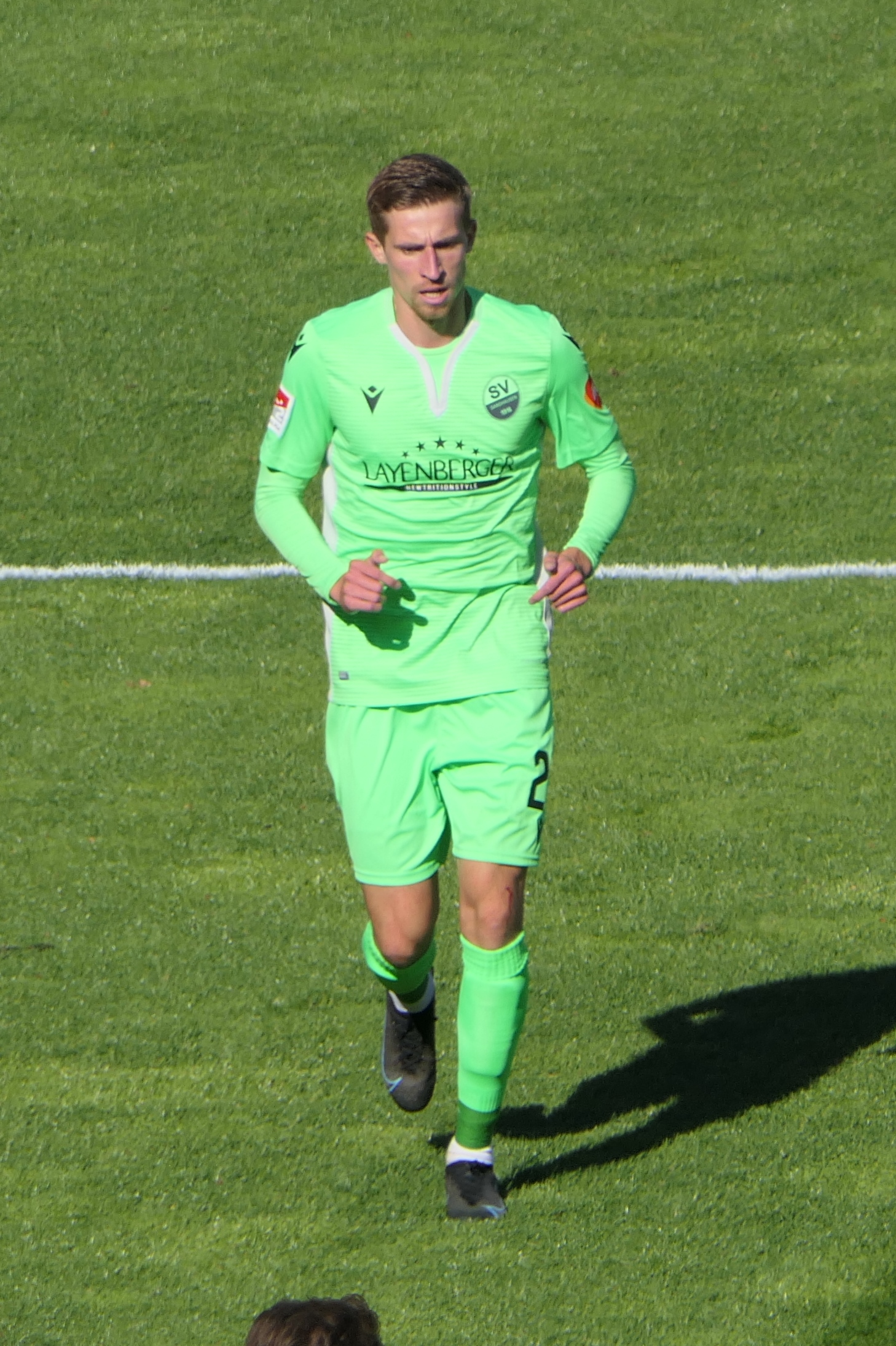
Arne Sicker (* 1997)

- Sicker, Dieter (* 1954), deutscher Chemiker
- Sickert, Bernhard (1862–1932), britischer Maler
- Sickert, Irmgard (1922–2002), deutsche Diplomatin im Dienst der DDR
- Sickert, Johann Jürgen (1803–1864), dänischer Maler und Lithograph
- Sickert, Johann Lukas (* 2000), deutscher Schauspieler
- Sickert, Leonard (1873–1945), britischer Schauspieler und Sänger
- Sickert, Matthias (* 1967), deutscher Journalist
- Sickert, Maxi (* 1969), deutsche Journalistin
- Sickert, Oswald (1828–1885), dänisch-deutscher Maler
- Sickert, Oswald Valentine (1871–1923), britischer Geschäftsmann und Autor
- Sickert, Otto (1909–2001), deutscher Ingenieur und Lehrer
- Sickert, Teresa (* 1988), deutsche Journalistin und Moderatorin
- Sickert, Walter (1860–1942), englischer MalerWalter Sickert (1860–1942)

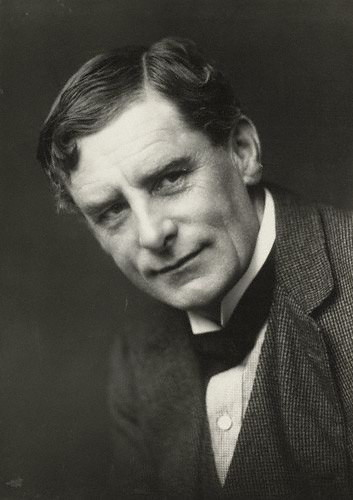
Walter Sickert (1860–1942)

- Sickert, Walter (1919–2013), deutscher Gewerkschafter und Politiker (SPD), Präsident des Berliner Abgeordnetenhauses
- Sicking, Altfrid (* 1960), deutscher Jazz- und Unterhaltungsmusiker
- Sicking, Anja (* 1965), niederländische Autorin
- Sicking, Christiaan Marie Jan (1933–2000), niederländischer Gräzist
- Sickingen, Damian Johann Philipp von (1665–1730), österreichischer General
- Sickingen, Franz von (1481–1523), Anführer der rheinischen und schwäbischen RitterschaftFranz von Sickingen (1481–1523)

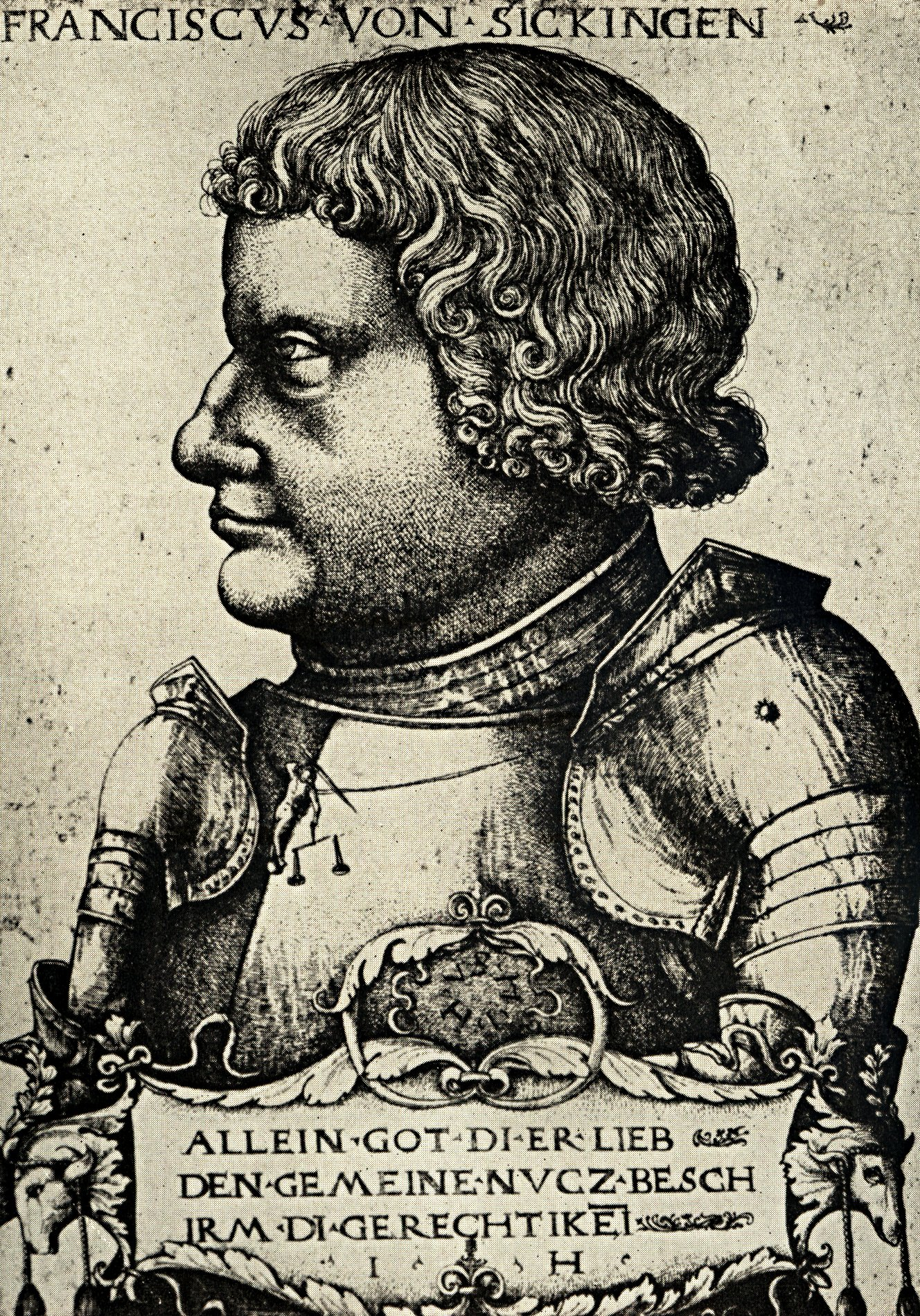
Franz von Sickingen (1481–1523)

- Sickingen, Johann Ferdinand von (1664–1719), Freiherr, sowie kurpfälzischer Konferentialminister, Obristkämmerer und Diplomat
- Sickingen, Karl Heinrich Joseph von (1737–1791), Geheimrat und Chemiker
- Sickingen, Karl Schweikard von († 1711), Ritter des Deutschen Ordens
- Sickingen, Kasimir Anton von (1684–1750), deutscher Geistlicher, Bischof von Konstanz (1743–1750)
- Sickingen, Maximilian Johannes Jakob von (1714–1795), Freiherr, Stiftspropst und Domkapitular
- Sickingen, Reinhard I. von († 1482), Bischof von Worms (1445–1482)
- Sickingen, Schweickhardt von († 1505), kurpfälzischer Ritter
- Sickinger, Anselm (1807–1873), deutscher Bildhauer
- Sickinger, Carlo (* 1997), deutscher Fußballspieler
- Sickinger, Franz, Steinmetz der Spätgotik, der in Burghausen tätig war (1475–1503)
- Sickinger, Gregorius († 1631), Schweizer Maler, Zeichner, Formschneider, Radierer und Kupferstecher
- Sickinger, Hubert (1965–2025), österreichischer Politikwissenschaftler
- Sickinger, Joseph Anton (1858–1930), deutscher Pädagoge und Schulreformer
- Sickinghe, Johanna (1858–1942), niederländische Komponistin von Schachstudien
- Sickius, Peter (1530–1588), deutscher evangelischer Theologe und Pädagoge
- Sickl, Elisabeth (* 1940), österreichische Politikerin (FPÖ)
- Sickler, Brett (* 1983), US-amerikanische Ruderin
- Sickler, Don (* 1944), US-amerikanischer Jazzmusiker, Arrangeur und Musikproduzent
- Sickler, Friedrich (1773–1836), deutscher Lehrer und Altertumswissenschaftler
- Sickler, Johann Volkmar (1742–1820), deutscher Pomologe
- Sickles, Carlton R. (1921–2004), US-amerikanischer Politiker
- Sickles, Daniel E. (1819–1914), US-amerikanischer Politiker und General im Sezessionskrieg
- Sickles, Nicholas (1801–1845), US-amerikanischer Jurist und Politiker
- Sickles, Noel (1910–1982), US-amerikanischer Comiczeichner und -autor
- Sickmann, Franz Carl (1790–1860), deutscher Kaufmann, Weingutsbesitzer und sächsischer Politiker
- Sickmann, Ludwig (1919–1992), deutscher Bibliothekar und Hochschullehrer
- Sickmann, Manfred (* 1946), deutscher Politiker (SPD), MdL
- Sickmüller, Johannes (* 1982), deutscher Cyclocross-Fahrer
- Sickner, Roy N. (1928–2001), US-amerikanischer Stuntman, Schauspieler und Drehbuchautor
- Sicknick, Brian (1978–2021), US-amerikanischer Polizist der United States Capitol PoliceBrian Sicknick (1978–2021)

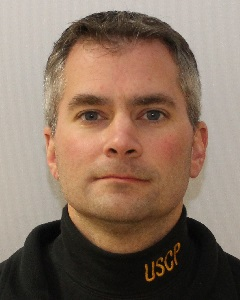
Brian Sicknick (1978–2021)

- Sićko, Szymon (* 1997), polnischer Handballspieler
- Sicks, Hilde (1920–2007), deutsche Volksschauspielerin und Hörspielsprecherin

### Sicl
- Siclier, Jacques (1927–2013), französischer Film- und Fernsehkritiker, Drehbuchautor, Historiker und Autor

### Sico
- Sicobo, Dylan (* 1997), seychellischer Sprinter
- Sicoli, Piero (* 1954), italienischer Amateurastronom
- Sicot, Marion (* 1992), französische Sportlerin
- Sicotte, Lucien (1902–1943), kanadischer Violinist und Musikpädagoge

### Sics
- Šics, Andris (* 1985), lettischer Rennrodler
- Sics, Guntis, australischer Tontechniker und Tonmeister
- Šics, Juris (* 1983), lettischer Rennrodler

### Sicu
- Siculus Flaccus, lateinischer Fachschriftsteller und Feldvermesser
- Sicupira, Carlos Alberto (* 1948), brasilianischer Unternehmer
- Sicurezza, Antonio (1905–1979), italienischer Maler

### Sicx
- Sicx (* 1970), US-amerikanischer Rapper

### Sicz
- Siczek, Pawel (* 1977), Schweizer Regisseur polnischer Abstammung
- Siczek, Stefan (1937–2012), polnischer Geistlicher und Theologe, Weihbischof in Radom